# Dassault nEUROn
Dassault nEUROn este un vehicul aerian experimental nepilotat de luptă (UCAV), fiind dezvoltat cu cooperarea internațională, condus de compania franceză Dassault Aviation.